# Rodrigo Hilbert
Rodrigo Hilbert Albertoni, lepiej znany jako Rodrigo Hilbert (ur. 22 kwietnia 1980 roku w Orleans, w stanie Santa Catarina) – brazylijski aktor i model, znany w Polsce z telenoweli Barwy grzechu.

## Wczesne lata
Ma niemieckie i włoskie pochodzenie. Jego marzeniem było odziedziczenie pracy kowalskiej po dziadku, z którymi pracował, choć również myślał o kierunku agronomii.
Mając 18 lat, rozpoczął pracę jako model w São Paulo, był jedną z twarzy Versace.

## Kariera aktorska
Debiutował na małym ekranie w telenoweli Pragnienia kobiet (Desejos de Mulher, 2002). Na planie kolejnych telenowel przez cztery lata uczył się interpretacji, aż wreszcie zdobył serca widzów jako Murilinhow telenoweli Ameryka (América, 2005).
Wraz z przyjaciółmi wspólnie założył objazdowy teatr im. Elza Gomes, z którym podróżował przez Brazylię z przedstawieniem Smutek (Duelo). 

## Pozostałe przedsięwzięcia
W 2007 zwyciężył w finale czwartej edycji programu rozrywkowego Dança dos Famosos, będącego brazylijską wersją formatu Dancing with the Stars.

## Życie prywatne
W 2001 związał się z aktorką, modelką i dziennikarką Fernandą Limą. Mają synów-bliźniaków, João i Francisco (ur. 18 kwietnia 2008 w Rio de Janeiro).

## Wybrana filmografia
- 2002: Pragnienia kobiet (Desejos de Mulher) jako Pablo
- 2002: A Grande Família jako surfer Ruddy
- 2004: Barwy grzechu (Da Cor do Pecado) jako Roberval
- 2004: Pani przeznaczenia (Senhora do Destino) jako Rudi
- 2004: Bracia w wierze (Irmãos de Fé) jako Tito
- 2005: Ameryka (América)  jako Murilinho
- 2006: Pé na Jaca jako Barrão (Flávio Barra)
- 2007: Dwie twarze (Duas Caras) jako Ronildo (Guilherme Mackenzie)
- 2007: Spacery w Jaca (Pé na Jaca) jako Barrão (Flávio Barra)
- 2008: Trzy siostry (Três Irmãs)
- 2008: O Guerreiro Didi e a Ninja Lili jako Lucas
- 2009: Flordelis - basta uma palavra para mudar jako Israel
- 2011: Morde & Assopra jako Fernando
- 2011: Fina Estampa jako Alexandre Lopes
- 2012-2016: Tempero de Família jako prezenter
- 2013: Louco por Elas jako Júlio Cezar